# ZUTTO (永井真理子の曲)
「ZUTTO」（ズット）は、永井真理子の12枚目のシングルである。

## 解説
フジテレビ系『邦ちゃんのやまだかつてないテレビ』エンディングテーマ。
最高位はオリコン週間2位ながら、12週にわたりベスト10圏内にとどまるロングヒットとなった。
永井は本楽曲で、『第42回NHK紅白歌合戦』に初出場を果たした（2022年12月時点で唯一の出場）。

## 収録曲
作詞：亜伊林、編曲：根岸貴幸
1. ZUTTO
  - 作曲：藤井宏一
2. EVERYTHING
  - 作曲：前田克樹

## カバー
- 都はるみ - 2009年4月22日発売のアルバム『 エンカのチカラ -GORGEOUS 90's-00's-』に収録。